# Podwale (Jeziorzany)
Podwale – część wsi Jeziorzany w Polsce, położona w województwie małopolskim, w powiecie krakowskim, w gminie Liszki.
W latach 1975–1998 Podwale administracyjnie należało do województwa krakowskiego.